# Зовнішня Монголія
Зовнішня Монголія (монг. , Ар Монгол; маньчж. Tulergi Monggo; кит.: 外蒙古; піньінь Wài Měnggǔ, Вай Менгу) —  адміністративне об'єднання в складі Китаю за часів правління маньчжурської династії Цин, що розташовувалось на території сучасної держави Монголія.

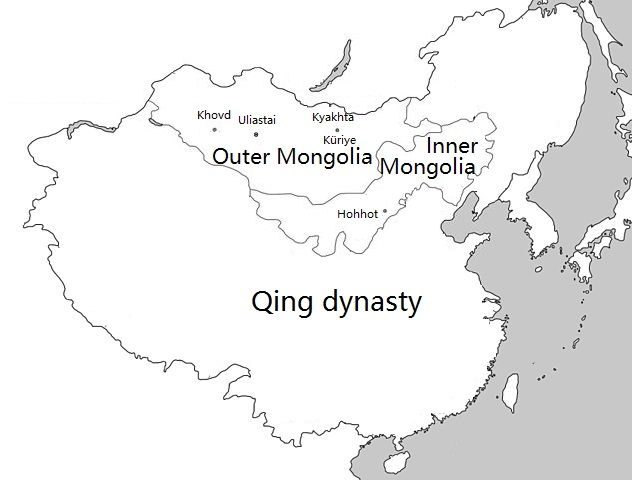
Зовнішня Монголія (Outer Mongolia) в складі імперії Цин

Територія автономної Зовнішньої Монголії (за Кяхтинською угодою 1915 р.)

## Історія
1668 року ойратський Галдан-хан (монг. Галдан бошигт хаан,1671-1697) рушив на Халху із 30-тисячною армією. Частина халхаських князів, налякана успіхами Галдан-хана і не бажаючи підкорятися йому, звернулася до цинських правителів Китаю з проханням прийняти їх у своє підданство. На той час маньчжури вже володіли територією Південної Монголії. Цинські правителі позитивно відповіли на прохання монгольських ханів, і 1691 року територія Халхи (Північної Монголії) також увійшла до складу Цинської імперії.
Разом із новим статусом Північна Монголія отримала й нову назву — «Зовнішня Монголія», на відміну від Південної Монголії, яка офіційно називалася «Внутрішньою Монголією» (монг. Дотоод Монгол, маньчж. Dorgi Monggo, кит.: 内蒙古, піньінь Nèi Měnggǔ, Ней Менгу). Таке протиставлення мало семантичне навантаження: Внутрішня Монголія розташовувалась ближче до китайської столиці і більше контролювалася центральним урядом, натомість Зовнішня Монголія мала певну автономію.
Приєднання Халхи до Китаю викликало протистояння між Цинською імперією та ойратським Джунгарським ханством. Серія ойратсько-маньчжурських воєн (1690-1697, 1715-1739, 1755-1759) скінчилася крахом Джунгарії. Східну частину джунгарських земель (округ Кобдо) було приєднано до Зовнішньої Монголії.
Остаточно військово-адміністративна система управління Зовнішньою Монголією склалася в першій половині XVIII ст. і без суттєвих змін проіснувала до 1911 року. Управління здійснювалось на підставі законів і постанов, спеціально розроблених цинським урядом для цього краю. Зовнішню Монголію, населення якої становили, головним чином, халхасьці та ойрати, було поділено на 3 намісництва з центрами в Улясутаї, Урзі та Кобдо. Управляння здійснювалось за зразками інших частин Цинської імперії, але з урахуванням особливостей кочового господарства і побуту місцевого населення.

### ХХ століття
Скориставшись революційними подіями 1911-1913 рр. в Китаї, які привели до повалення Цинської династії, халхаські хани, за підтримки Російської імперії, проголосили Зовнішню Монголію незалежною теократичною державою на чолі з богдо-ханом. Потрійна російсько-китайсько-монгольська угода, підписана у травні 1915 року в Кяхті, визначила новий статус монгольської держави, звела його до широкої автономії в складі Китаю. Зовнішня Монголія складалася з чотирьох халхаських аймаків (Сецен-ханів, Тушет-ханів, Сайн-Нойон-ханів і Дзасагт-ханів), ойратської області Кобдо і тувинської області Танну-Урянхай.
1919 року скінчився короткий період існування теократичної монархії, Зовнішня Монголія була окупована китайськими військами, уряд Автономної Монголії розпущений, натомість було введено китайську адміністрацію. Далі була окупація країни білогвардійськими й більшовицькими російськими військами. Врешті, 1924 року, за участі Радянського Союзу, було проголошено незалежну Монгольську Народну Республіку (монг. Бүгд Найрамдах Монгол Ард Улс). З 1991 року країна носить назву Держава Монголія (монг. Монгол Улс).
1921 році було також проголошено незалежність Туви, 1944 року цей край був анексований Радянським Союзом .
Після утворення незалежної монгольської держави «Зовнішня Монголія» перетворилася на історичний термін. В Монголії його використання було фактично заборонене через традиційне сприйняття його в сенсі частини Китаю. Іншою є ситуація на території Китаю. Уряд країни визнає незалежну Монголію і на офіційному рівні використовує для її позначення термін «Держава Монголія» (кит.: 蒙古国, піньінь Ménggǔ Guó, Менгу Гуо), що відповідає офіційній монгольській назві, а не просто «Монголія» (кит.: 蒙古, піньінь Měnggǔ, Менгу), адже ця назва сприймається як символ належності до Китаю.
Відбулося переосмислення термінів серед монголів автономного району Внутрішня Монголія, який лишається в складі Китаю. Зовнішню Монголію з 1947 року там називають монг. Ар Монгол, а Внутрішню Монголію — монг. Өвөр Монгол. Перекладаються вони так само, монгольське Өвөр означає «лоно, серце, душа» або «внутрішній», а монгольське Ар — «задній» або «зовнішній» і семантично не пов'язане з належністю до Китаю. Водночас, обидві Монголії сприймаються як дві частини одного цілого.
Як синоніми для «Зовнішньої Монголії» і «Внутрішньої Монголії» застосовуються також назви «Північна Монголія» (кит.: 北蒙古, піньінь Běi Měnggǔ, Бей Менгу) і «Південна Монголія» (кит.: 南蒙古, піньінь Nán Měnggǔ, Нань Менгу), відповідно. Ці китайські терміни, між іншим, використовують і монгольські сепаратисти в Китаї.